# Arnold Bennett
Enoch Arnold Bennett (Hanley, Staffordshire, 27 mei 1867 – Londen, 27 maart 1931) was een Engels romanschrijver.
Arnold Bennett ging naar school in Newcastle-under-Lyme. Zijn vader Enoch had eerst in de plaatselijke industrie gewerkt als pottenbakker, werd later leraar en in 1876 rechterlijk ambtenaar. Arnold werkte een aantal jaren voor hem, waarbij hij onder meer huurgelden moest innen. Hij had hier een grondige hekel aan en werd er ook slecht voor betaald. In zijn vrije tijd deed hij wat journalistiek werk, maar ontwikkelde zijn werk als schrijver pas toen hij zijn geboortestreek verliet en naar Londen verhuisde, waar hij werkte in een advocatenkantoor en kennismaakte met de wereld van boeken en literatuur.
Bennetts geboorteplaats Hanley maakte deel uit van de zogeheten 'six towns'. Dit gebied stond bekend als the Potteries, naar de voornaamste industrie van de streek, het pottenbakken. Bekende fabrikanten van aardewerk en porselein waren hier gevestigd, waarvan Wedgwood een van de grote namen was en is. De andere plaatsen die behoorden tot de 'six towns' waren Burslem, Tunstall, Longton, Fenton en Stoke. Aan het begin van de 20e eeuw werden deze gemeenten samengevoegd tot de stad Stoke-on-Trent. De plaatsen zouden in zijn latere werk een belangrijke rol spelen als de 'Five Towns' (Fenton bleef daarin buiten beschouwing, de andere plaatsen kregen een fictieve, maar herkenbare naam).
Bennett begon zijn carrière als schrijver met wat klein journalistiek werk en stuurde stukken in naar tijdschriften. In 1889 won hij een schrijfwedstrijd voor het blad Tit-Bits
en in 1894 werd hij assistent-redacteur van het tijdschrift Woman. Een serie van zijn verhalen werd aangekocht, gevolgd door nog een feuilleton, The Grand Babylon Hotel. Ook schreef hij voor dit blad artikelen over uiteenlopende onderwerpen, van societyverhalen tot recepten en literaire kritieken Vier jaar later verscheen zijn eerste roman, A Man from the North. Het boek werd door critici goed ontvangen en hij werd nu zelfstandig redacteur.
In 1902, het jaar waarin Bennett naar Parijs verhuisde, verscheen de roman Anna of the Five Towns, de eerste van een reeks verhalen over de Potteries. Hij zou 10 jaar in Frankrijk blijven en schreef daar in die periode een groot aantal boeken. The Gates of Wrath, ook oorspronkelijk als feuilleton gepubliceerd, verscheen in 1903. Andere boeken over de Potteries waren Tales of the Five Towns (1905) en The Grim Smile of the Five Towns (1907).
In 1908 kwam The Old Wives' Tale uit, waarvan het verhaal zich tegen dezelfde achtergrond afspeelt. Dit werk bezorgde hem internationale faam. Hij reisde naar de Verenigde Staten, waar hij succesvolle lezingen gaf, en keerde in 1912 terug naar Engeland.
Hij schreef nog 15 romans, waaronder de trilogie Clayhanger (zijn laatste werken over de Five Towns) en een aantal bundels met korte verhalen. Met de roman Riceyman Steps won hij in 1923 de prestigieuze James Tait Black Memorial Prize.
Verder produceerde hij 14 toneelstukken, waarvan de meeste ook werden uitgevoerd, twee boeken met eenakters en vele essays.
Bennett scheidde van zijn Franse vrouw in 1922. Zijn verder leven deelde hij met de actrice Dorothy Cheston.